# فرناندو (بازیکن فوتبال)
فرناندو فرانسیسکو رجس موتا (پرتغالی: Fernando Francisco Reges Mouta؛ زادهٔ ۲۵ ژوئیهٔ ۱۹۸۷) بازیکن فوتبال اهل برزیل است که در باشگاه فوتبال اژاکس بازی می‌ کند.
او تاکنون در تیمهای ویلا نووا، پورتو، استرلا آسمودلا، منچستر سیتی، گالاتاسرای و سویا و اژاکس بازی کرده‌است.

## افتخارات
سویا
- لیگ اروپا: ۲۰–۲۰۱۹[۲]